# Watara Supervision

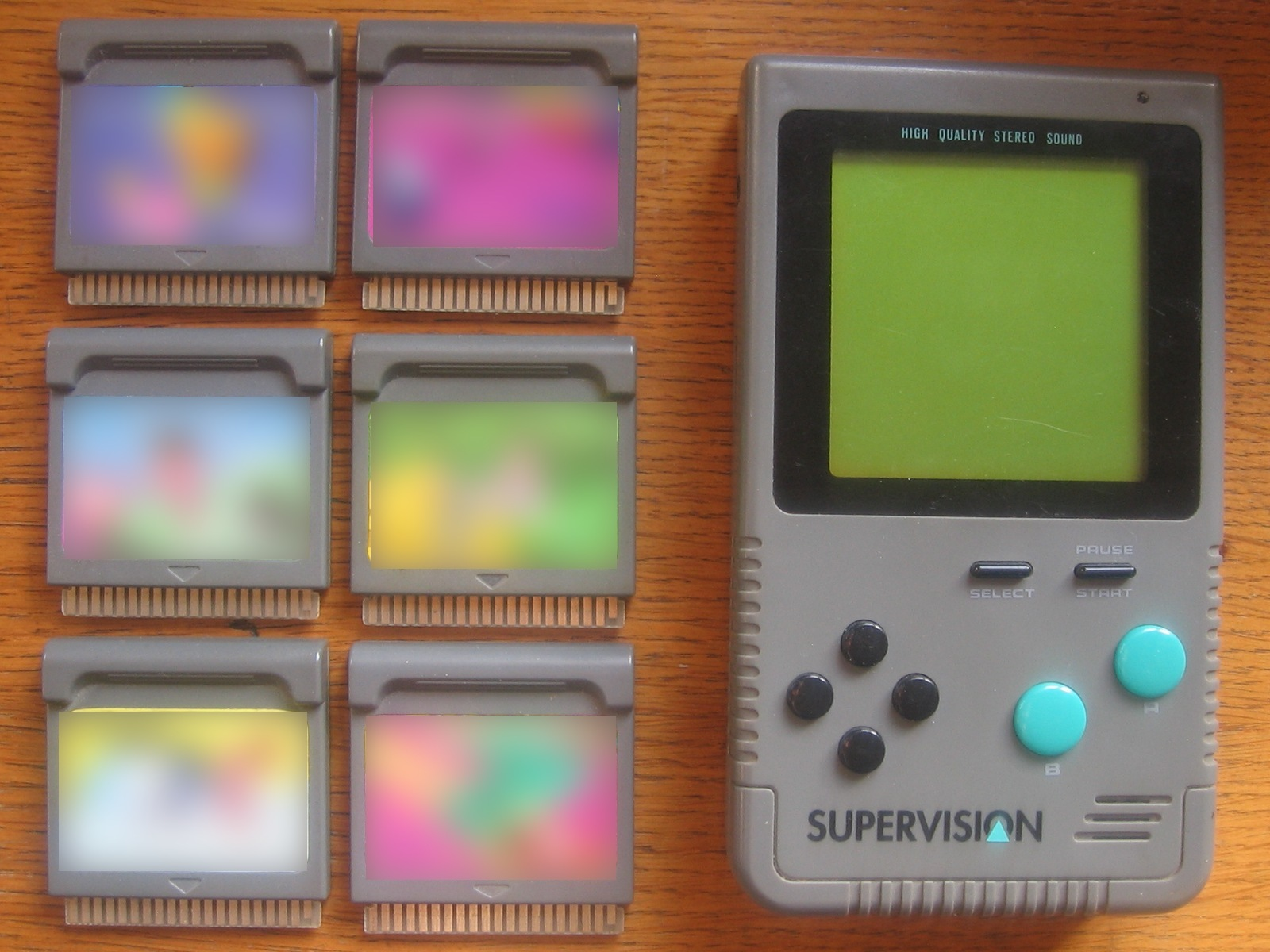
Alternative Watara-Supervision-Version

Das Watara Supervision ist eine Handheld-Konsole mit Schwarzweiß-Bildschirm, die 1992 als preiswertes Konkurrenzprodukt zu Nintendos Game Boy veröffentlicht wurde. Sie wurde im Paket mit dem Spiel Crystball verkauft.
Die Konsole hat einen geringfügig größeren Bildschirm und größere Knöpfe als der Game Boy, und die Spiele waren preislich günstiger als Game-Boy-Spiele. Jedoch hielt sich die Qualität der Spiele in Grenzen, und das Supervision verkaufte sich mäßig. Nach einigen Versionen des Geräts mit unterschiedlichem Design wurde die Produktion 1996 eingestellt.
Das Supervision wurde weltweit von verschiedenen Unternehmen unter unterschiedlichen Namen vermarktet, darunter "Quickshot Supervision" und "Hartung SV-100".

## Technische Daten
- CPU: 8-Bit-WDC-65C02-Prozessorkern, getaktet mit 4 MHz[1]
- Bildschirm: 61 mm × 61 mm, 160 × 160 Pixel, 4 Graustufen-LCD
- Sound: 4 Ton- und 1 Rauschkanal plus zusätzlichem Audio DMA Stereo-Ausgabekanal. Eingebauter Lautsprecher und Kopfhöreranschluss, Stereo-Kopfhörer mitgeliefert.
- Strom: 4 AA-Batterien oder 6-V-AC/DC-Adapter
- Communication Port: 2-Spieler-Link über D-Sub-Verbindung
- Cartridge Port
- Bedienelemente für einen Spieler
- TV-Adapter (optional)[2]

## Homebrew
Seit Dezember 2019 gibt es mit Assembloids von PriorArt das erste Spiel aus der Homebrew-Szene.